# Gad Lerner
Gad Eitan Lerner (7 de diciembre de 1954) es un periodista, escritor y presentador de televisión italiano.

## Carrera
En 2000 fue director de los noticieros TG1 para Rai 1, pero  renunció después de que una selección de material pornográfico se emitiera por error en la hora de mayor audiencia durante su noticieron, TG1. Junto con su renuncia, reveló que un político de la Alianza Nacional, Mario Landolfi, que también era el presidente de la comisión parlamentaria de vigilancia sobre el servicio público de radiodifusión televisiva, le pidió que favoreciera a un conocido suyo en el TG1.
En 2001, Gad Lerner participó en la fundación del nuevo canal de televisión italiano La7, donde fue el primer director del programa de noticias TG La7 durante un corto tiempo y después ditigió un programa de entrevistas semanal L'Infedele hasta 2012. Dejó La7 en 2013 y desde entonces ha dirigido y realizado otros programas de televisión, incluyendo el programa de entrevistas  Fischia il vento  para La EFFE y una serie documental Operai para RAI 3.
En 2010 se le negó la visa a Siria, incluso después de que su amigo y periodista Alix Van Buren lo defendiera: "A menudo defiende a las comunidades musulmanas en Italia y su derecho a tener mezquitas... es un judío independiente, que no pertenece a ningún grupo de presión..., firmó una petición escrita por un grupo de judíos europeos que se opone a algunas de las políticas del primer ministro israelí Benjamin Netanyahu".
En 2007 Gad Lerner fue uno de los miembros fundadores del Partido Democrático. Sin embargo, en 2017, Lerner renunció al Partido Democrático en protesta por la política del partido sobre la inmigración.